# Bilincsbe verve (film)
A Bilincsbe verve (eredeti cím: Wedlock) 1991-es amerikai sci-fi akciófilm, melyet az HBO Pictures mutatott be Lewis Teague rendezésében. A főszerepben Rutger Hauer, Mimi Rogers, Joan Chen és James Remar látható. A film Emmy-jelölést kapott a hangvágásért.
A filmet 1991. december 10-én mutatták be.

## Rövid történet
Egy speciálisan őrzött börtönből gyémántokat elrabló férfi egy női fogolyhoz elektronikus úton láncolva menekül az elrejtett zsákmánya felé.

## Cselekmény
Valamikor a közeljövőben. Frank Warren részt vesz egy rablásban, amelynek során két társával 25 millió dollár értékű gyémántokat lopnak el. Frank egyik társának hibája miatt megszólal a riasztó. Először az ál-rendőr egyenruhájukban bízva, megvárják a kiérkező rendőröket, majd lebuknak, hogy nem igazi rendőrök, és szétválva menekülnek. Amikor később találkoznak, Frank bűntársai, Sam és Noelle elárulják őt, Noelle háromszor mellkason lövi. De Frank túléli és börtönbe kerül.
Egy speciális börtönben minden rab elektronikus nyakörvet visel. A nyakörvek elektronikusan párban vannak összekötve; ha az egyik rab 100 méternél távolabb mozog a „jegyespárjától”, mindkét nyakörvben lévő, kis méretű plasztik robbanószer felrobban. A nyakörvek úgy néznek ki, mint egy vastagabb, modern nyaklánc. Egy kis piros LED van rajtuk, ami villogni kezd, és a készülék csipogó hangot ad, ha a párok közti távolság kezdi elérni a kritikus értéket. Titokban tartják, hogy melyik nyakörv melyik másik rabéval van párosítva. Az igazgató mindjárt demonstrációt is tart a frissen behozott elítélteknek. Egy bábut egy távirányított kocsi platóján helyeznek el, ami lassan egyre távolodik. Végül a kritikus távolságot túllépve mindkét nyakörv felrobban és a bábuk feje lerepül a testükről. A börtön körül emiatt nincs kerítés sem, csak egy kék csík jelzi a biztonságos határt, amin belül a rabok szabadon mozoghatnak. A nyakörv természetesen akkor is felrobban, ha valaki megpróbálja szétszedni, „megpiszkálni” vagy eltávolítani.
A rabokat színekkel jelölik, tilos más nevet használni. Frank a „Magenta” megnevezést kapja.
Warrent behívatja az igazgató és az ellopott gyémántok holléte felől érdeklődik, cserében lazább bánásmódot ígér neki, Warren azonban nem mond neki semmit. Erre egy felülről fémajtóval kívülről lezárt „áztatóba” kerül, ahol nincs fény és nem szűrődik be külső zaj. Innen csak hetek múlva engedik ki (közben kinő a szakálla). Az igazgató közben párszor felnyitja az „áztató” ajtaját, és érdeklődik a gyémántok felől, de Warren nem gondolja meg magát.
Warren megtudja egy Tracy Riggs nevű elítélttől, hogy az ő nyakörveik vannak összekötve, azaz ők egy „jegyespár”. A nő ezt állítólag az egyik őrtől tudta meg.
Amikor Warrent provokálja az egyik rab, és kint a szabadban kezdi péppé verni, az igazgató leállítja a véres küzdelmet, mivel addigra a mentőautó is megérkezik és Warrent egy hordágyon betolják a kocsiba.  Riggs beugrik a mentő vezetőülésébe, és Warrennel együtt elhajt. Két terepjáróval üldözik őket a börtönőrök, majd amikor futva menekülnek tovább a sziklás terepen, több lövést adnak le rájuk, de ők nem sérülnek meg.
A sziklás terep véget ér és egy magaslatról kell leugraniuk egy sebes folyású folyóba. Frank vonakodik leugrani, de amikor a nő leugrik, kénytelen követni. Nagyjából egymás közelében maradnak, majd a nő elmerül a vízben, Franknek kell kihúznia a partra és mellkasi masszázst alkalmaznia, mire a nő vizet köp és magához tér.
A börtönigazgató irodájában megjelenik Sam és Noelle, és hárman megbeszélik az aktuális helyzetet. Szemmel láthatóan összejátszanak a gyémántok megszerzése érdekében. Az igazgató nem aggódik sem a rabok szökése miatt, sem amiatt, hogy nem tudja, pillanatnyilag hol vannak a szökevények. Az igazgató bejelenti, hogy az eddigi egyharmados rész helyett neki a zsákmány fele kell.
A szökevények egy Sierra Inn nevű motelhez érnek, ahol az első (Just Married feliratú) kocsiból Frank kivesz egy bőröndöt, hogy civil ruhát szerezhessenek. A bőrönd egy bangladesi párhoz tartozik, amiben tradicionális öltözetet találnak.
Északi irányba tartó, hosszas gyaloglás után egy üzletsorhoz érnek, ahol elsősorban pénzt kell szerezniük, amiből ruhát és némi élelmet tudnak vásárolni. Este a helyi motelben szállnak meg egy boltból ellopott pénzből.
Frank a fürdőszobában leszedi a nyakörve külső burkát és a szerkezetét vizsgálgatja. A nő azt kérdezi, útközben nem állhatnának-e meg Stirling City-ben, Frank határozottan nemet mond rá. A tévében a szökevények fényképét mutatják, ami alapján a motel alkalmazottja felismeri őket.
Reggel rendőrkocsik és fegyveres rendőrök várják őket. Frank és Tracy lassan kimennek, felemelt kézzel, amikor a rendőröket lövések érik hátulról. Kiderül, hogy Sam távcsöves puskával, Noelle pisztollyal lő a rendőrökre. Frank és Tracy a zűrzavarban kereket oldanak, és elveszik az egyik lelőtt rendőr pisztolyát. A közelben egy távolsági buszra utasok szállnak fel, ezért Frank elmegy jegyeket venni, Tracy pedig beáll az utasok közé. Amikor azonban rendőrök jelennek meg, Tracy bebújik a csomagok közé.
Amikor Frank kijön a jegyekkel, a busz már elindult, így ő egy olyan buszra száll fel, amiben csak a sofőr van bent, őt fegyverrel kényszeríti, hogy kövesse az előttük haladó buszt, figyelve rá, hogy attól 100 méteren belül legyen. Egy kereszteződésben a piros lámpán és egy reklámtáblán is át kell hajtania a busznak. A sofőr megemlíti, hogy az előttük haladó busz hamarosan megáll, onnan turistabusszal lehet tovább menni a John Lennon parkba. Frank otthagyja a sofőrt, és beerőszakolja magát a buszba, mert úgy látta hátulról, hogy Tracy arra szállt fel. A nő azonban akkor mászik elő a másik busz csomagtartójából, és rohanni kezd a busz után, amire Frank felszállt. Frank a buszon próbálja megkeresni azt a nőt, akit „Tracy”-nek vélt a hasonló színes kendő miatt, azonban rájön a tévedésére, mivel látja az idegen nőt, a nyakörve pedig villogni és csipogni kezd. Végül Frank leszáll és visszaszalad. Tracy a futástól kifulladva ül az út szélén, a nyakörve neki is villog és csipog.
Egy erdőben, a szabadban tanyáznak le. Frank érdeklődik, hogy a nő miért került börtönbe. Tracy elmondja, hogy volt egy vőlegénye, egy szenátor fia, és az apának nem tetszett, hogy a fia egy pincérnővel randizik. Amikor le akartak lépni Las Vegasba, hogy összeházasodjanak, az apa megszervezte, hogy a nő lakásán fél kiló heroint találjanak a rendőrök.
Autóstoppal mennek tovább egy kisteherautóval a tengerpartig. Frank egy műszaki szerszámokat árusító boltba megy, Tracy pedig telefonál, és felhívja a börtön igazgatóját. Az igazgató azért rendezte meg a szökést, mert meg akarja szerezni az elrejtett gyémántokat, és arra számít, hogy így előbb-utóbb megtudja annak helyét. Az igazgató tájékoztatást kér, és hozzáteszi, hogy Tracy-nél két ember fog jelentkezni, Sam és Noelle (akik eddig is távolról követték őket). Az igazgató azt követeli, hogy Tracy majd adja át nekik a gyémántokat, ők pedig leveszik róla a nyakörvet.
A parton szereznek egy motoros hajót. Tracy újból azt követeli, hogy menjenek Stirling City-be, és a nyomaték kedvéért beleugrik a vízbe, így Frank beleegyezik, hogy oda menjenek. Tracy-nek ez azért fontos, mert ott lesz a volt vőlegénye esküvője, akivel mindenképpen beszélni akar.
Az esküvőt egy 50 emeletes épület legfelső teraszán tartják. Tracy dühösen érdeklődik a volt vőlegényétől, hogy miért nem érdeklődött, mi történt vele. Michael (a volt vőlegény) úgy tudja, hogy az apja pénzt ígért Tracy-nek, ha elhagyja a fiát, ezért nem kereste, amikor eltűnt a nő.
Tracy állcsúcson vágja Michaelt, mire az apa a biztonságiakat arra utasítja, hogy vigyék el onnan a nőt. Frank azonnal kapcsol, hogy a nőt le fogják vinni a földszintre (ami az 50 emelet miatt túl messzire van), ezért ő is be akar szállni egy liftbe, de az őrök nem engedik, csak a nőt viszik magukkal. Frank a lépcsőházban rohan lefelé, de ez a módszer túl lassúnak bizonyul, a nyakörv csipogni kezd. Frank betöri az egyik iroda ablakát, ahol két kötél lóg lefelé, és abba kapaszkodva lesiklik.
Egy teherautó csomagterébe másznak be, ahol az újság a saját körözési fényképüket mutatja a címlapon. Egy hotelben szállnak meg, összemelegednek és szexelnek. Másnap reggel Tracy újból a telefonhoz megy, de elbizonytalanodik, és lerakja a kagylót. Ekkor megjelenik Sam és Noelle, és a gyémántok helye felől érdeklődnek, azonban azt Frank nem mondta el Tracy-nek.
Frank megbeszélt egy találkozót egy régi cimborájával, Jasperrel, aki autóval érkezik és elviszi őket egy sörfőző üzembe. Sam és Noelle követik őket. Az üzemben Jasper felmászik egy létrára, és egy rejtett zugból egy nagy táskát emel ki. Ekkor Sam lelövi. Frank megjegyzi, meg kellene nézni, hogy a táskában vannak-e a gyémántok. Amikor Sam előre lép, hogy megnézze és egyúttal lelője Franket, Tracy észrevesz egy fogantyút, amit meghúz, mire nagy mennyiségű gabona ömlik le, Samet beborítva, ezért nem tud lőni. Frank felkapja a táskát és Tracy-vel együtt elszaladnak, de a két bérgyilkos üldözi őket és időnként lövéseket adnak le rájuk. Sam és Frank bezuhannak egy majdnem üres tartályba, aminek az alján némi folyadék van. Frank Sam alatt helyezkedik el, aki alaposan megsérült. Sam kéri Noelle-t (aki megjelenik a fent levő nyílásnál), hogy ne lőjön (hiszen őt találná el), a nő azonban nevetve azt feleli, hogy ő a pénzért csinálja, és lelövi. A nő csak azért nem lövi le Franket is, mert kifogyott a töltényekből. Közben Tracy ki tud nyitni egy nyílást a tartály oldalán, amin Frank kimászik.
Jasper autójával menekülnek, de Frank is megsérült, és sok vért vesztett, ezért megállnak, hogy ellássák a sebét.  A táskát kinyitva kiderül, hogy abban valóban nincsenek gyémántok, hanem szerszámok az űrközpont laborjából. Frank rájön, hogy mivel az egyik keze megsérült, ezért ő maga nem tudja levenni a nyakörvet, ezért Tracy-nek ad pontos utasításokat, hogy melyik vezetéket hova kösse be, amivel hatástalanítani tudják a robbanószerkezeteket.
Tovább autózva egy sivatagos területen egy templom romjaihoz érnek. Itt Frank egy pontos leírás alapján megtalálja nem a gyémántokat tartalmazó csomagot, hanem két aktatáskát, amik tele vannak papírpénzzel.
Ekkor egy civil helikopter érkezik, benne a börtönigazgatóval és Noelle-lel.
Az igazgató kinyittatja Frankkel a táskákat, majd amikor látja bennük a készpénzt, Frank átadja neki az egyik táskát, amelybe észrevétlenül becsúsztatja az egyik nyakörvből származó robbanóanyagot. Az igazgató átveszi a táskát és távozik a helikopterrel.
A másik robbanóanyagot egy kulcscsomóba rejtve a volt társának, Noelle-nek adja. Amikor Noelle aktiválja a távoli detonátort - feltételezve, hogy ezzel Franket és Tracy-t megöli -, felrobbantja az igazgató helikopterét és saját magát.

## Szereplők
- Rutger Hauer – Frank Warren, bombaszakértő, bankrabló
- Mimi Rogers – Tracy Riggs, Frank „jegyespárja”, akivel elektronikusan össze vannak kötve
- Joan Chen – Noelle, Frank korábbi társa
- James Remar – Sam, Frank korábbi társa
- Stephen Tobolowsky – Holliday börtönigazgató
- Basil Wallace – Emerald
- Grand L. Bush – Jasper
- Denis Forest – Puce
- Glenn Plummer – Teal
- Danny Trejo – kemény fogoly #1

## DVD-kiadás
A Xenon Entertainment 2004-ben adta ki a filmet DVD-n. A film csak 4:3 képernyős változatban kapható (mivel a televízió számára készült, és az HBO adta le), bár az Egyesült Királyságban és Ausztráliában szélesvásznú változata is megjelent DVD-n.

## Fordítás
- Ez a szócikk részben vagy egészben  a   Wedlock (film) című angol Wikipédia-szócikk fordításán alapul.  Az eredeti cikk szerkesztőit annak laptörténete sorolja fel. Ez a jelzés csupán a megfogalmazás eredetét és a szerzői jogokat jelzi, nem szolgál a cikkben szereplő információk forrásmegjelöléseként.
- Ez a szócikk részben vagy egészben  a   Wedlock című német Wikipédia-szócikk fordításán alapul.  Az eredeti cikk szerkesztőit annak laptörténete sorolja fel. Ez a jelzés csupán a megfogalmazás eredetét és a szerzői jogokat jelzi, nem szolgál a cikkben szereplő információk forrásmegjelöléseként.